# La carne, la morte e il diavolo nella letteratura romantica
La carne, la morte e il diavolo nella letteratura romantica (1930) è il saggio di critica letteraria più famoso dell'anglista italiano Mario Praz. 
In quest'opera il critico esamina alcune tematiche comuni (e particolarmente scabrose) della letteratura occidentale dell'Ottocento: il risultato sono alcuni brillanti itinerari che partendo dalla letteratura licenziosa e libertina del secolo precedente conducono attraverso il Romanticismo europeo per approdare al Decadentismo. Il saggio è stato anche tradotto in inglese col titolo The Romantic Agony.

## Contenuto
- Nell'introduzione, Praz fornisce un'interessante storia del termine Romantico, che all'inizio dell'Ottocento era ancora usato in senso dispregiativo.
- Nel I capitolo, La bellezza medusea, Praz racconta la diffusione di un particolare genere di bellezza, "intorbidata dalla morte", dai lirici del Seicento fino ai preromantici (Novalis), ai romantici (Percy Bysshe Shelley), per arrivare a Charles Baudelaire e Gabriele D'Annunzio.
- Nel II capitolo, Le metamorfosi di Satana, Praz propone una storia di questo personaggio da John Milton fino ai romanzi gotici e al mito dell'eroe romantico, codificato in Lord Byron e Chateaubriand.
- Nel III capitolo, All'insegna del Divin Marchese, Praz porta alla luce l'importante influenza di de Sade su alcuni protagonisti della letteratura dell'Ottocento: George Sand, Baudelaire, Flaubert, Lautréamont.
- Nel IV capitolo, La belle dame sans merci, l'autore indaga sul tema della donna fatale, che nell'Ottocento assume in alcuni autori i tratti sadici della donna-vampiro, partendo da Il monaco di Matthew Lewis e da La Belle Dame sans Merci di Keats, ma soffermandosi soprattutto sulla prima produzione di Algernon Swinburne (poeta inglese di cui Praz mette in luce le tendenze sadomasochistiche). La figura della donna crudele swinburniana approdano in Italia nell'opera poetica e romanzesca di D'Annunzio.
- Nel V capitolo, Bisanzio, l'autore traccia un panorama dei temi decadenti nella letteratura del secondo Ottocento (lussuria, morte, satanismo, esotismo: Praz ricostruisce anche la storia del personaggio di Salomè, che da fanciulla ingenua nell'Herodiade di Flaubert, diventa eroina sadica nel dramma omonimo di Oscar Wilde). Il viaggio termina con "la figura più monumentale del decadentismo: D'Annunzio".
- La parte prima del saggio è conclusa da una breve appendice dedicata a Swinburne e "le vice anglais". Il "vizio" in questione è il sadomasochismo, che in seguito ad alcuni scandali effettivamente portati alla luce dalla stampa londinese, era ritenuto da scrittori e lettori una perversione tipicamente inglese. Praz definisce quindi la fisionomia del "sadico inglese" come compare nella letteratura francese (ad esempio nelle pagine dei fratelli Goncourt o di Guy de Maupassant).
- La seconda parte è costituita da un solo saggio, D'Annunzio e "l'amor sensuale della parola", in cui Praz recupera varie fonti adoperate dal poeta italiano, in modo a volte anche parassitario. Se alcune di queste fonti rimandano al panorama ottocentesco già descritto nella prima parte, altre sono del tutto inattese (come ad esempio il Vocabolario marino e militare utilizzato da D'Annunzio per comporre L'onda). Tutto cospira per concludere che l'occasio del libro sia stata quella di dimostrare che l'addebito di plagio ha poco senso quando si affronta una tematica che ha oltre un secolo di precedenti: i libri parlano sempre di altri libri.

## Critica letteraria
Secondo Beniamino Placido, "uno dei più bei monumenti della comparatistica moderna, La carne la morte e il diavolo nella letteratura romantica di Mario Praz, è nato in Italia", inserendosi nel filone della "letteratura comparata" insegnata già da Francesco De Sanctis. Peraltro, nel medesimo articolo Placido ricorda che "Benedetto Croce rimproverava a Praz di non distinguere (o di non tenere abbastanza distinte fra di loro) l'ideologia del romanticismo e l'ideologia del decadentismo".
Secondo Enzo Di Mauro, la prima intuizione del ruolo esercitato da Sade nella letteratura romantica fu di Saint Beuve, che nel 1843, in uno dei suoi articoli settimanali sulla Revue des Deux Mondes riscontrò in Sade un tono "mascherato, ma ben riconoscibile, nelle ispirazioni di due o tre dei nostri romanzieri più accreditati": per Di Mauro uno di essi era Balzac, affine soprattutto per "l'ossessione architettonica e l'imperioso impulso a nominare il male", ma l'aver condotto Sade nel Novecento è per il critico "l'intuizione geniale di Praz", che evitò la chiave interpretativa di Apollinaire e dei surrealisti per privilegiare "la voce dell'uomo delle caverne, quella specie estinta che ancora persiste nel fondo delle nostre anime e che non infrequentemente, in questi nostri torbidi tempi, viene alla superficie".

## Edizioni
- Mario Praz, La carne, la morte e il diavolo nella letteratura romantica, collana Saggi Sansoni, Sansoni, 1996,  p. 450, ISBN 88-383-1698-8.